# Liubîmivka, Snihurivka
Liubîmivka (în ucraineană Любимівка) este un sat în comuna Kuibîșeve din raionul Snihurivka, regiunea Mîkolaiiv, Ucraina.

## Demografie
Componența lingvistică a localității Liubîmivka
     Ucraineană (99,17%)
     Alte limbi (0,83%)
Conform recensământului din 2001, majoritatea populației localității Liubîmivka era vorbitoare de ucraineană (99,17%), existând în minoritate și vorbitori de alte limbi.